# NGC 7601

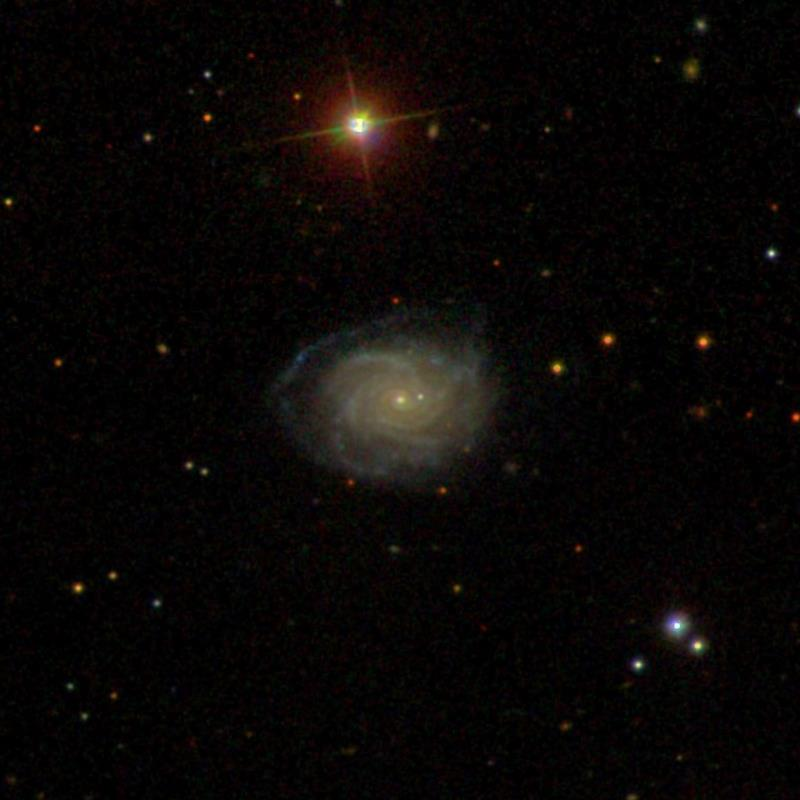
NGC7601

NGC 7601 este o galaxie situată în constelația Pegas. A fost descoperită în 4 august 1880 de către . Se află la o distanță de 118,58 megaparseci de Pământ.